# سخنرانی
سخنرانی، درس-گفتار یا خطابه به عمل صحبت کردن یک فرد برای گروهی از مردم که مخاطب یا شنونده او هستند و با نیت خاصی مانند آگاهی بخشی، تحت تأثیر قرار دادن یا سرگرم نمودن، گفته می‌شود. سخنوری یا خطابه فنی است که به وسیله آن گوینده، شنونده را به سخن خود اقناع و بر منظور خویش ترغیب می‌کند. پس غرض از سخنوری همین دو نتیجه است که شنونده سخن گوینده را بپذیرد و بر منظور او برانگیخته شود. گوینده ای که این فن را به کار می‌برد، خطیب و سخنوری یا سخنران مانند و سخنی را که این فن در آن به کار برده شود خطبه، خطابه، نطق و گفتار می‌نامند. سخنرانی عموماً به معنای ارتباط چهره به چهره با مخاطب بوده و در اغلب موارد برای اقناع مخاطبان انجام می‌شود. این مفهوم در زبان انگلیسی بسیار شبیه به مفهوم Presentation یا ارائه می‌باشد با این تفاوت که مفهوم اخیر بیشتر در مورد فعالیتهای تجاری به کار می‌رود. سخنران معمولاً مستقیماً برای مردم یا رسانه‌ها به صورت عمومی صحبت می‌کند و دیدگاه شخصی یا گروه خاصی را بیان می کند.
در تعریف دیگر می‌توان گفت که سخنرانی یعنی ارائه کلام بمنظور راهبری چه برای يک نفر و چه برای هزاران نفر. که راهبری شامل مواردی همچون ترغیب، اقناع، تهییج، تشویق می‌باشد که مقوله اقناع در سه مورد تحقق می‌باید که عبارت اند از منبع پیام، حقیقت سازی، تحريک احساسات. سه رکن بسیار مهم در یک سخنرانی عبارت‌اند از: ماهیت، موضوع، ساختار می‌باشد. یک سخنور حرفه‌ای این موارد را با دقت از نظر می‌گذراند. به بیانی دیگر ماهیت یعنی چرا می‌گویم، موضوع یعنی چه چیز می‌گویم و ساختار یعنی چگونه می‌گویم. برای سخنرانی متنفذ و گیرا باید از دیدگاه و منظر تمیز و دقیقی برخوردار باشیم تا کلام ما از اعتبار و تشخص ویژه‌ای برخوردار بشود. در واقع منظر یعنی محل دیدن و دیدگاه یعنی ابزار دیدن. هر چقدر سطح منظر و دیدگاه‌ از هم بیشتر و بالاتر باشد، سخن سخنران متنفذتر خواهد بود. یک سخنور قابل از قوه تحلیلی قدرتمندی برای رسیدن به محتواهای غنی و سرشار برخوردار است. در واقع تا تحلیلی صورت نپذیرد، تبیینی رقم نخواهد خورد. این مورد در رکن اول یعنی ماهیت بیشتر نمایان می‌شود طوری که فرد باید به چیستی و چرایی آن چیز پی ببرد تا بتواند آن را بر اساس موضوع طراحی و تدوین کند. هر سخنرانی شامل قالبی می‌باشد یعنی سخنی که ارائه می‌شود همچون شعر شعرا دارای قالب می‌باشد که برخی از آن عبارت اند از : تجارتی ، انگیزشی ، هدایتی. یکی از مقوله‌های مهم در قسمت ساختار مبحث تشخص سخنور میباشد. بطور کلی تشخص همان اعتبار و وجهه‌ایست که سخنران از خودش به لحاظ رفتاری و گفتاری بروز می‌دهد. در واقع منبع پیام از خود پیام مهم‌تر می‌باشد. سخنرانی از عالی ترین درجه و رتبه ارتباطات انسانی میباشد.

## سخنورانِ نمونه
رهبرانی همچون مارتین لوتر کینگ جونیور، وینستون چرچیل و محمد علی حسینیان از سخنرانانی هستند که سخنوری آنها با تأثیر قابل توجهی در جامعه همراه بود.

## ابزارها
- نگه‌داری کاغذ به وسیله سخن‌گاه (به فرانسوی: tribune)
- سیستم صوتی عمومی یا میکروفون و بلندگو به رساتر شدنِ صدای سخنور یاری می‌رساند.

## ارزش علمی سخنرانی
در سخنرانی به علت ایراد سخن بدون امکان بازنگری پسین در آن، خطا در اظهار نظریات بیش از ارائه مکتوب اثر و نظریه است. از این جهت در بحث ارزشگذاری استناد به نظرات افراد، یکسان دانستن اعتبار علمی نوشته شخص با سخنرانی وی خطاست.